# Manolo Hidalgo
Víctor Manuel Hidalgo Tarazona (Lima, 28 de marzo de 1971), más conocido como Manolo Hidalgo, es un músico y compositor peruano. fue el guitarrista principal de Libido.

## Carrera con Libido
En 1996, junto a Salim Vera, Antonio Jáuregui (primo-hermano suyo), y Jeffry Fischman, forman oficialmente la banda con la que saltaría a la fama: Libido.
En 1998, se edita Libido, el primer disco de la banda, con composiciones suyas como Mal tiempo, La casa de los gritos y el tema insignia del grupo: Libido.
En el 2000, junto a Libido lanzaría Hembra segundo álbum de la banda. Con este segundo álbum conseguirían llevarse a casa dos años después el premio MTV en la primera entrega de los MTV Latino, en la categoría Mejor artista sur oeste.
En 2003, junto a Libido ganan el premio en la categoría Mejor Artista Central en los MTV Video Music Awards Latinoamérica 2003 donde durante el Pre show interpretaron el tema Frágil en vivo, tema compuesto por Manolo y perteneciente a su tercera producción (Pop*Porn).
En septiembre del 2004, graba junto a Libido el álbum en vivo Libido acústica donde repasa los éxitos de las 3 primeras producciones con la banda y canta el tema Esther fe.
En 2009, Libido lanza la quinta producción de estudio: Un día nuevo.
En 2010 se lanza el álbum Rarezas
En 2014 lanza un álbum en vivo junto a Salim Vera llamado Sesión en vivo.

## Discografía
Con Libido
- Libido (1998)
- Hembra (2000)
- Pop*Porn (2002)
- Libido acústica (2004)
- Lo último que hablé ayer (2005)
- Un día nuevo (2009)
- Rarezas (2010)
- Sesión en vivo (2014)
- Amar o matar (2016)